# ريكي فرانكلين
ريكي فرانكلين (بالإنجليزية: Ricky Franklin)‏ مواليد 17 يناير 1987 في ميلواكي، هو لاعب كرة سلة أمريكي. بدأ مسيرته الاحترافية في سنة 2010. يلعب مع نادي ماديرا لكرة السلة في الدوري البرتغالي لكرة السلة. يحمل الرقم 5. يبلغ طوله 6 قدم 1 بوصة (1.9 م).

## الإنجازات
- الدوري البرتغالي لكرة السلة: 2012–13
- كأس السوبر البرتغالية لكرة السلة: 2012
- كأس الدوري البرتغالي لكرة السلة: 2012–13

## روابط خارجية
- ريكي فرانكلين على موقع كلية كرة السلة في سبورتس رفرنس.كوم (الإنجليزية)
- ريكي فرانكلين على موقع ريلجم (الإنجليزية)
- ريكي فرانكلين على موقع بروبوليرز (الإنجليزية)